# Caragana sukiensis
Caragana sukiensis är en ärtväxtart som beskrevs av Camillo Karl Schneider. Caragana sukiensis ingår i släktet karaganer, och familjen ärtväxter. Inga underarter finns listade i Catalogue of Life.